# Samuel Ferreira de Lima
Samuel Ferreira de Lima, O.F.M. (Rio de Janeiro, 28 de maio de 1967) é um frei e prelado brasileiro da Igreja Católica, desde 2024 é bispo auxiliar de Manaus.

## Biografia
Entrou no Seminário Frei Galvão em Guaratinguetá em 1986 onde fez o aspirantado e o postulantado. Fez seu noviciado no seminário franciscano São José em Rodeio em 1988. Sua primeira profissão religiosa se deu em 10 de janeiro de 1989 em Rodeio e a profissão solene em 24 de setembro de 1993 em Petrópolis. Recebeu a ordenação presbiteral em 27 de janeiro de 1996 em São João de Meriti, por Paulo Evaristo Cardeal Arns.
Concluiu sua licenciatura em filosofia pela Universidade São Francisco de São Paulo em março de 1993. Concluiu o bacharelado em teologia pelo Instituto Teológico Franciscano, de Petrópolis, em dezembro de 1996. Possui também a formação em espiritualidade franciscana, no Centro de Estudos Franciscanos e Pastorais para América Latina (CEFEPAL) em Petrópolis, concluído em junho de 1996.
De junho de 1996 a dezembro 2006, foi missionário em Angola, onde exerceu também as funções de capelão do mosteiro Sagrado Coração de Jesus, em Luanda, de junho de 1997 a junho de 1998. Foi professor de filosofia no seminário maior da arquidiocese de Luanda, de setembro de 1997 a junho de 1998.
Participou da Missão Católica da Katepa, em Malanje, de junho de 1997 a dezembro de 2006, onde exerceu as funções de vigário paroquial, formador, assistente das Irmãs Clarissas, mestre dos professos temporários em estágio na fraternidade, de junho de 1997 a dezembro de 2006; Guardião e ecônomo de janeiro de 2004 a dezembro de 2006; Conselheiro da Fundação Imaculada mãe de Deus de Angola de junho de 2000 a dezembro de 2003; professor de filosofia, doutrina social da Igreja e pedagogia no seminário São José de Malanje, de setembro de 1998 a julho de 2006.
De volta ao Brasil, em 7 de dezembro de 2006, exerceu as seguintes funções: guardião, ecônomo e moderador da Evangelização Missionária e vice-mestre dos postulantes, assistente das Irmãs Clarissas, no seminário Frei Galvão de Guaratinguetá, de janeiro de 2007 a dezembro 2009; Mestre de noviços, vigário paroquial e assistente da Ordem Franciscana Secular, no noviciado São José; e pároco da paróquia São Francisco, em Rodeio, de janeiro de 2011 a dez 2018.
Foi definidor da província Franciscana da Imaculada Conceição do Brasil, de janeiro de 2010 a dezembro de 2012; Mestre dos pós-noviços, animador do Serviço de Animação Vocacional local, no convento São Boaventura, em Campo Largo, de janeiro de 2019 a dezembro de 2021; Membro da capelânia ecumênica do Hospital Nossa Senhora do Rocio, em Campo Largo, de junho de 2019 a dezembro de 2021. Ainda concluiu sua especialização lato sensu em formação humana pela Faculdade Vicentina, de Curitiba, em novembro de 2021.
De janeiro de 2022 até novembro de 2024, foi mestre dos noviços, ecônomo, vigário da Casa e assistente da Ordem Franciscana Secular – noviciado São José, em Rodeio.
Em 25 de novembro de 2024, foi nomeado pelo Papa Francisco como bispo auxiliar de Manaus, recebendo a sé titular de Nasbinca. A sua ordenação episcopal ocorreu em 1 de fevereiro de 2025, na Igreja São Francisco de Rodeio, sendo o ordenante principal o cardeal arcebispo de Manaus, Dom Frei Leonardo Ulrich Steiner, O.F.M., coadjuvado por Dom Frei Luís Flávio Cappio, O.F.M., bispo emérito de Barra e por Dom Frei Evaristo Pascoal Spengler, O.F.M., bispo de Roraima.